# Ludvík Středa
Ludvík Středa (24. července 1928 Úpice – 15. října 2006 Liberec) byl spisovatel, autor knížek pro děti a básník. Je autorem básnických sbírek, pohádek a příběhů pro děti, mládež i dospělé. Napsal také několik příspěvků do učebnic a divadelních her pro děti.

## Život
Narodil se a vyrůstal v Úpici. Jeho otec, tovární dělník, zemřel, když bylo Ludvíkovi sedm let. Matka, ochotnická herečka, se po smrti otce znovu vdala, zařídila si obchod a modistickou dílnu. Ludvík vystudoval textilní průmyslovku v Ústí nad Orlicí. Nastoupil jako dělník v Texlen Úpice. Při vojenské službě se dostal do Liberce, kde se později oženil a od roku 1952 žil a pracoval. Nejprve byl tkalcovským mistrem, od rok 1966 nastoupil do redakce libereckých novin Vpřed. V letech 1967–1971 studoval žurnalistiku na Střední knihovnické škole v Praze. V roce 1971 byl pro neschvalování okupace vojsky Varšavské smlouvy z redakce propuštěn a vrátil se do textilní výroby. V roce 1973 dostal infarkt myokardu a jeho zdravotní stav se postupně zhoršoval. Od roku 1984 byl kvůli srdeční chorobě v plném invalidním důchodu. Po sametové revoluci byly jeho knihy opakovaně vydávány. Zapojil se aktivně do činnosti Literárního klubu a spolupracoval s mladými autory. V roce 1992 zemřela jeho manželka. V roce 2006 spáchal sebevraždu, ke které ho dovedly zdravotní problémy i osamělý život bez jeho milované manželky a dvou synů, které přežil.

### Dílo
Básnické sbírky
Na zemi žijí lidé, Severočeské nakladatelství 1962  (SN)
Už to v nás zůstane, Mladá fronta 1962
Období slunovratu,  SN 1968
Živé sny, SN 1976
Domovský list,  SN 1978, věnováno manželce
Místo u stolu, SN  1983
Časové znamení, Kruh 1986
Nahá láska, King 1993, věnováno zesnulé manželce 
Otvírání srdce, Protis 1994,  dopisy vnuku Matějovi 
Hodiny v úplňku, Erika 1998
Odysseův ostrov, Arsci 2000
Dobývání Annapúrny,  Arsci 2004
Srázy,  Bor 2007

Tvorba pro děti obsahuje  loutkové hry Kulich a Bambule 1985, Pohádka o sluníčku 1985, O perníkové chaloupce 1987 a O pejskovi, který neuměl štěkat 1988, a kolem sedmdesáti příběhů pro rozhlasový večerníček Hajaja. Až do dnešního dne zůstává pojmem televizní seriál Kosí bratři s libretem podle jeho prozaických pohádek, Kosí bratři a Kosí bratři a větrný kohout,  dva třináctidílné kreslené večerníčky, režie Gerik Seko, scénář Jiřina Středová.

Sbírky básní pro děti
Z holubí pošty, SN 1971
Bernardýn na provázku,  SN  1981 
Usmívánky, SN 1985
Ryba v kleci, Albatros 1988
Proč pláčou světlušky, SN 1990
Lidové písně a říkadla pro nejmenší, Dialog 2001
Česká říkadla, Dialog 2001
Neposedná abeceda, Delta 2002
Zvířata a zvířátka, Dialog 2003
Pod hladinou moře, Albatros 2004
Medvěd na plovárně, Delta – Macek 2004

Prozaické knihy pro děti
Pohádky s hvězdičkou, SN 1982
Skřivánek z flétny, Albatros 1984
Pohádky pro kočku, SN 1986
Pohádkové sluníčko, SN 1989
Babička na inzerát, Albatros 1990
Kosí bratři, Liberecké tiskárny 1992
Slonům  vstup zakázán, Albatros 1993
Tatínkovy pohádky, Albatros 1997
Matěj a jeho svět, Delta 1998
Pohádky od zlaté hory, Delta 1999
Trápení s bludičkou, Delta 2001
Kosí bratři a větrný kohout, SiD a NERo  2004
Příhody pana Hvězdičky,  Delta-Macek 2004
Duhový most-Le Devleskeri phurť,  Krajská vědecká knihovna v Liberci  2004
Knoflík pro štěstí, Delta-Macek 2005.

## Ocenění
- Zlatá stuha za vyprávění Slonům vstup zakázán (1993)
- Cena nakladatelství Albatros za publikaci Dědeček z višně (1998)
- Medaile města Liberce za občanské a literární zásluhy (1998)